# 凋落
| ウィキペディアには「凋落」という見出しの百科事典記事はありません（タイトルに「凋落」を含むページの一覧/「凋落」で始まるページの一覧）。 代わりにウィクショナリーのページ「凋落」が役に立つかもしれません。 |